# Мисливці на привидів: З того світу
«Мисливці на привидів: З того світу» (англ. Ghostbusters: Afterlife) — американський фантастичний комедійний фільм 2021 року режисера Джейсона Райтмана за сценарієм Райтмана і Гіла Кінана. Продовження фільмів «Мисливці на привидів» і «Мисливці на привидів 2». Вихід у прокат відбувся 19 листопада 2021 року.
Після розпаду команди мисливців на привидів дочка Ігона Спенглера з дітьми поселяється у його будинку. Діти знаходять обладнання мисливців і розкривають, що найбільша справа попередньої команди лишилася незавершеною.

## Сюжет
Келлі Спенглер із сином Тревором та дочкою Фібі змушені виселитися з будинку через несплату боргів. Родина вирушає до містечка Саммервіль в Оклахомі, щоб оселитися в покинутому будинку нещодавно померлого Ігона Спенглера, батька Келлі. Житло виявляється занедбаним, діти незадоволені переїздом, але не мають іншого вибору. Тревор знайомиться з місцевою дівчиною Лакі і стає її колегою в закусочній. У місті тим часом періодично відбуваються підземні поштовхи, які сприймають за звичайні слабкі землетруси.
Фібі, оглядаючи будинок, знаходить датчик надприродної активності та замкнену пастку для привидів. Дівчинка знаходить книгу, де описано можливе повернення шумерського божества Ґозера. Фібі показує пастку своєму новому другові на прізвисько Подкаст і вчителеві в літній школі Гері Груберсону, який у 1980-х був фанатом мисливців на привидів. Вчитель розповідає як їхня команда розпалася, бо паранормальна активність практично зникла. Станцію мисливців на привидів у Нью-Йорку продали кафе «Starbucks», і Ігон переселився в Саммервіль задля проведення експериментів. Гері спершу вважає пастку просто майстерною реплікою, Фібі, Подкаст і Гері вирішують відкрити пастку, подають на неї напругу і звідти виривається якась істота.
Тим часом Тревор та Лакі вирушають із місцевими хлопцями на заміську прогулянку. Вони зупиняються на покинутому руднику сектанта Іво Шандора, де Тревор з Лакі ледве не падають у шахту через падіння ліфта. Тревор помічає в глибині якусь істоту. Повернувшись додому, він виявляє в гаражі автомобіль «Екто-1», що належав мисливцям на привидів. У цей час Фібі знаходить приховану кімнату, а в ній протонні ранці мисливців з іншим обладнанням. Фібі вмикає рушницю та вирушає ловити раніше випущеного з пастки привида Жувуна, що харчується металом. Юні нові мисливці на привидів переслідують привида в «Екто-1», випадково спричиняючи руйнування на вулицях. Їх затримує поліція, конфіскувавши спорядження мисливців на привидів.
Фібі телефонує з відділка колезі Ігона, Реєві Стенцу, телефон якого знайшла у записах діда, але той відмовляє в допомозі. Келлі та Гері забирають дітей. Тревор, Фібі, Лакі та Подкаст прямують до рудника, де знаходять храм, присвячений Ґозеру, що поєднує світи людей і привидів. Поблизу виявляється труна з тілом засновника рудника Іво Шандора і автоматичні рушниці, встановлені Ігоном для стримування вторгнень Ґозера. Щоразу, коли істота намагається вибратися, рушниці спрацьовують, що спричиняє землетруси.
У місті різко зростає паранормальна активність, повсюдно з'являються привиди. В тіла Гері та Келлі вселяються духи Ключник і Брамник. Вони знищують автоматичні рушниці та зустрічають звільненого Ґозера. Тоді юні мисливці, одягнувши комбінезони Мисливців і взявши їхнє обладнання, їдуть на копальню. Подкаст вигадує як звільнити Келлі, витягнувши духа з її тіла в пастку. Потім вони виманюють Ґозера на ферму Ігона, де збираються ув'язнити божество. Проте пастка дає збій через втручання привидів — маленьких зефірних чоловічків. Ґозер звільняє Брамника і той вселяється в Лакі.
Багато обладнання виявляється зіпсованим привидами, Ґозер, здавалося б, уже не спинити, та на допомогу вчасно з'являється оригінальна команда мисливців на привидів. Вони відволікають Ґозера, Фібі стріляє в привида, але не може втримати промінь. Тоді спрямувати рушницю допомагає дух Ігона. Тревор отримує час зарядити протонною рушницею конденсатори пасток, розставлених на фермі, що затягують всіх привидів. Ігон прощається зі своєю сім'єю та друзями та повертається в потойбічний світ. Мисливці на привидів повертаються до Нью-Йорка.
У сцені після титрів Пітер і Дана Баррет обіграють сцену першого фільму з тестом картами Зенера і електрошоком. У другій сцені Вінстон з Джанін Мелніц обговорюють майбутнє мисливців на привидів. Виявляється, Зеддмор викупив станцію мисливців у «Starbucks». Тим часом екто-сховище, куди відправляли спійманих привидів, усе ще діє і на ньому блимає лампочка.

## В ролях
| Актор            | Роль                         |
| ---------------- | ---------------------------- |
| Гарольд Реміс    | Ігон Спенглер                |
| Керрі Кун        | Келлі Спенглер               |
| Фінн Вулфгард    | Тревор Спенглер              |
| Маккенна Грейс   | Фібі Спенглер                |
| Білл Мюррей      | Пітер Венкман                |
| Ден Ейкройд      | Реймонд Стенц                |
| Ерні Гадсон      | Вінстон Зеддмор              |
| Сігурні Вівер    | Дана Баррет                  |
| Енні Поттс       | Джанін Мелінц                |
| Джонатан Сіммонс | Іво Шандор                   |
| Олівія Вайлд     | Ґозер (фізичне відображення) |
| Шогре Аґдашлу    | Ґозер (голос)                |
| Емма Портнер     | Дух Ґозера                   |
| Пол Радд         | Ґері Груберсон               |
| Логан Кім        | «Подкаст»                    |
| Селеста О'Коннор | Лакі Домінго                 |
| Бокім Вудбайн    | шериф Домінго                |

## Виробництво

### Кастинг
Маккенна Грейс, Фінн Вулфгард і Керрі Кун були оголошені в березні 2019 року, як сестра і брат з матір'ю-одиначкою, відповідно. Райтман описав Грейс, як завзятого прихильника серії і ідеальної для його підліткової концепції Ghostbuster. 27 червня 2019 року Пол Радд приєднується до акторського складу. 8 липня 2019 року стало відомо, що новачки Селеста О'коннор і Логан Кім були приєднані до акторського складу.
Чотирьох з акторів оригінального фільму обговорювали для включення: Білла Мюррея, Дена Ейкройда, Ерні Гадсона і Сігурні Вівер. За словами Вівер в інтерв'ю Parade, всі четверо були обрані в якості своїх оригінальних персонажів для фільму Райтмана. Хоча Райтман не міг підтвердити це, він заявив, що всім чотирьом були надані копії сценарію, для того щоб перевірити їх інтерес.

### Зйомки
Зйомки фільму почалися 12 липня 2019 року в Калгарі і тривали до жовтня. Місце зйомки в навколишніх спільнотах, таких як Кроссфілд і Beiseker відбувалися протягом липня і серпня 2019 року. Також планується використовувати додаткові місця навколо Альберти. 18 жовтня 2019 року зйомки фільму були завершені.

## Оцінки й відгуки
«Мисливці на привидів: З того світу» зібрав 62 % позитивних рецензій критиків на агрегаторі Rotten Tomatoes. На Metacritic середня оцінка фільму склала 45 балів зі 100.
На думку Браяна Лоурі з CNN, якщо «Мисливці на привидів» 2016 року стали катастрофою для франшизи, то «З того світу» всіляко прагне повернути глядачів у дитинство, коли вони захоплювалися оригінальним фільмом. Також фільм слугує хорошим містком між шанувальниками перших «Мисливці на привидів» і їхніми дітьми та онуками. Критик підкреслював гарну гру акторів і розумно осучаснені спецефекти в стилі старих «Мисливців на привидів».
Венді Іде із «The Guardian» писала, що фільм грає на ностальгії за 1980-ми: «Головна привабливість фільму полягає не в тому, що він запозичує з інших картин про „Мисливців за привидами“, а в тому, що це ностальгічний кивок Спілбергівським сімейним пригодам того ж періоду».
Кларисса Лонгрі в «The Independent» описала фільм як «маніпулятивну та етично сумнівну ностальгійну подорож». За її словами, «Мисливці на привидів: З того світу» беруть знайомі елементи з попередніх фільмів і підносять їх надмірно серйозно. Оригінальний фільм 1984 року мав невимушений, анархічний гумор, і серйозно ставився лише до жаргону парапсихології. На противагу кінокартині 2021 року, «Мисливці на привидів» 2016, хоча й були невдалою спробою переосмислити франшизу, позиціонували себе все ж як комедію. Водночас більший успіх «З того світу» засвідчує, що проблеми фільму 2016 року були не в жіночих головних ролях, а в тому, як їх зіграно.
Стефані Захарек у «Time» зазначала, що «Мисливці на привидів: З того світу», беручи найкращі деталі оригінального фільму, надто тисне на спогади про дитинство. Схвалювалося, що це не ремейк, а продовження, яке береться розповісти більше про таємничу релігію, показану в фільму 1984 року. Проте фільм виявляється недостатньо оригінальним і самостійним. А рішення зобразити на екрані померлого в 2014 році Гарольда Реміса не вельми етичне.